# 臺北市私立衛理女子高級中學

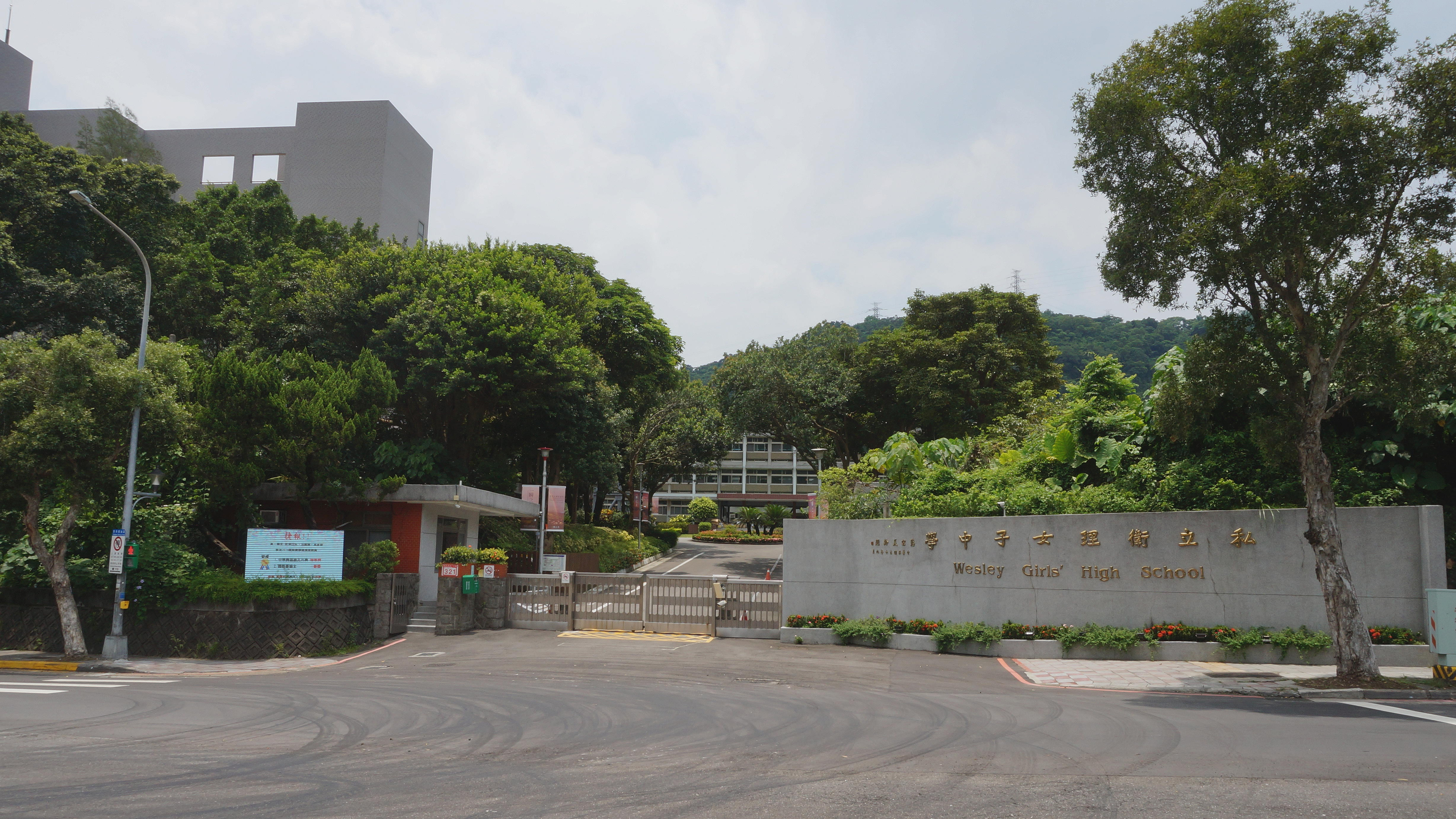
衛理女中大門

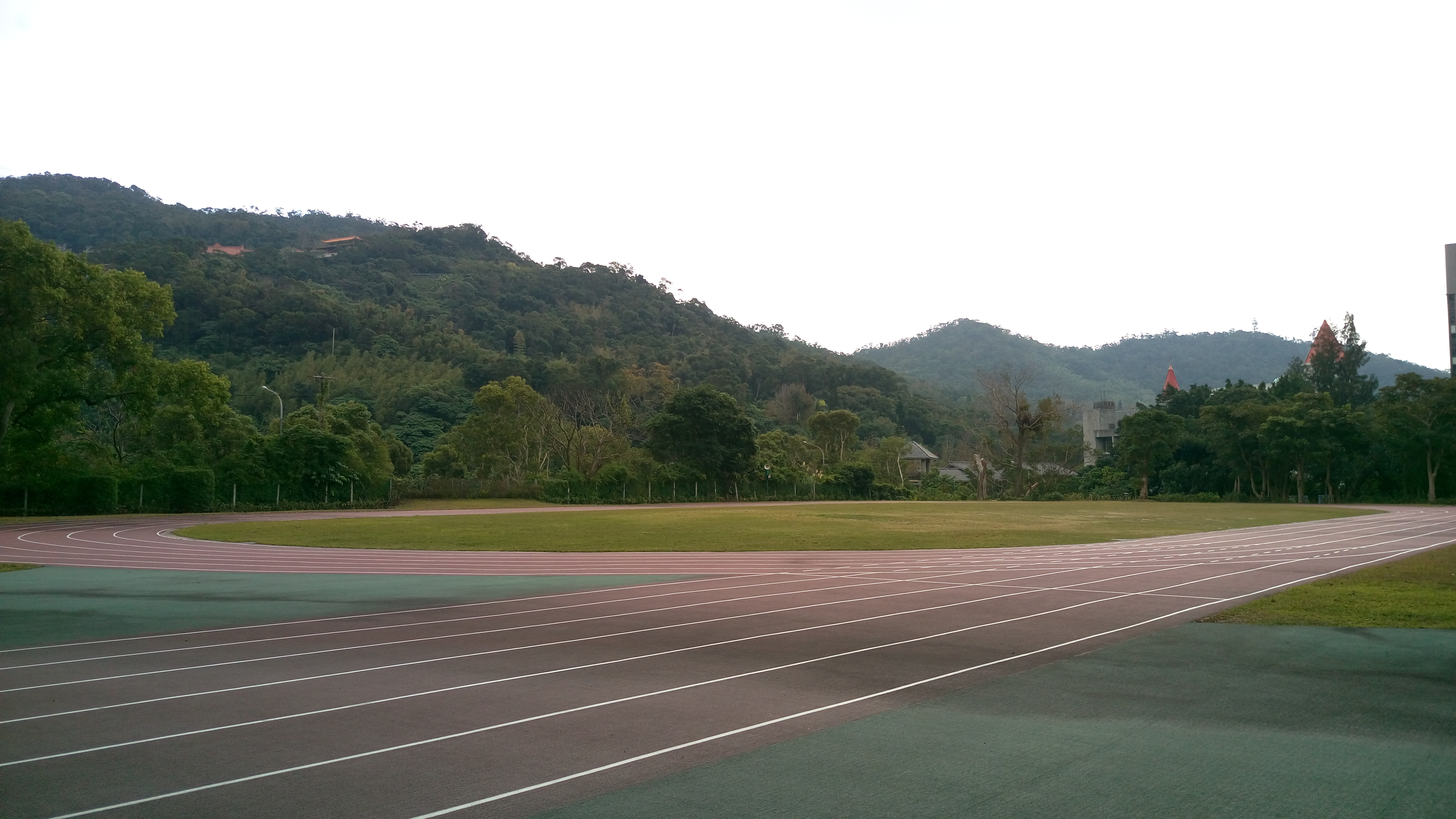
衛理女中操場

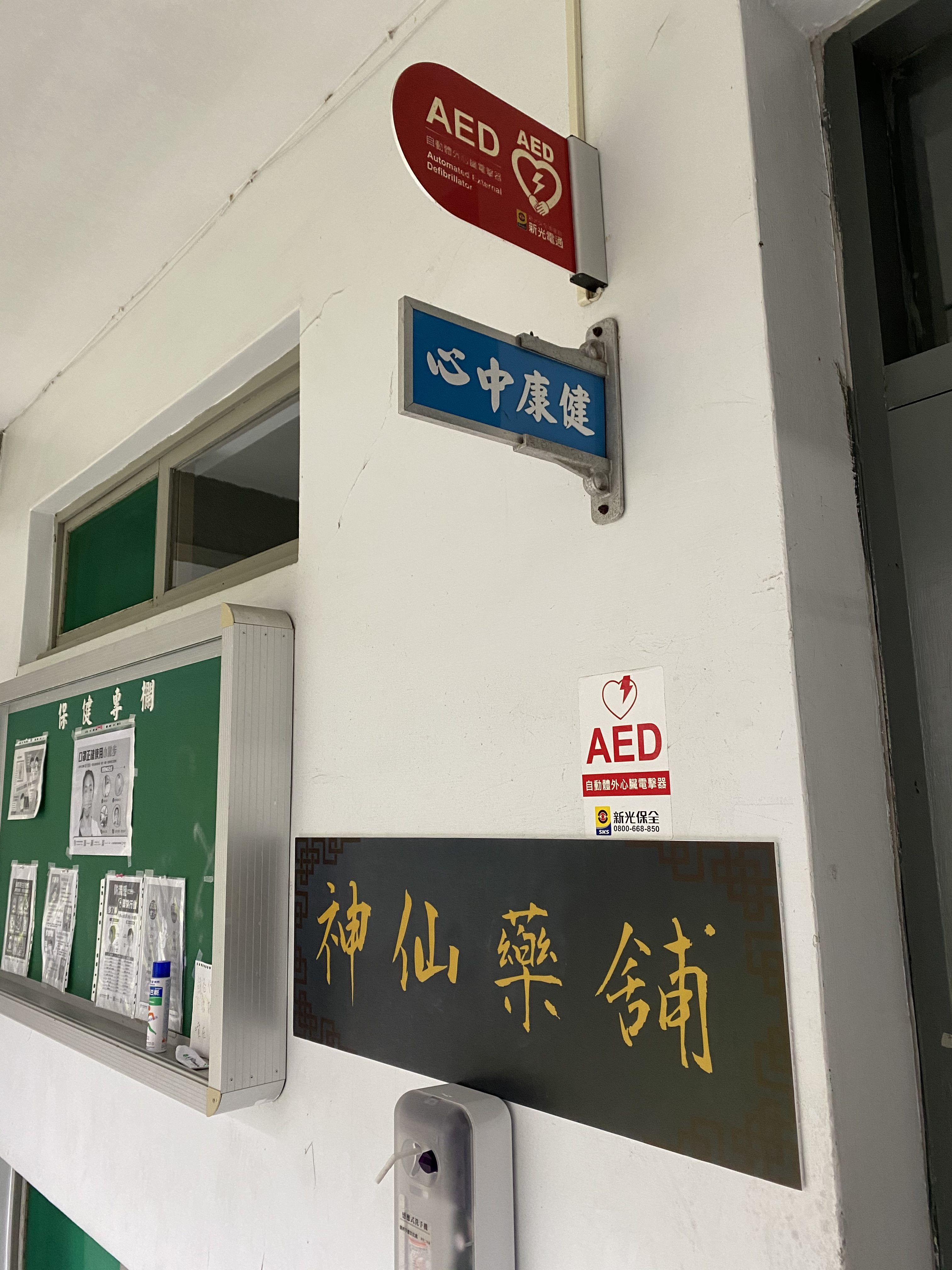
衛理女中健康中心

臺北市私立衛理女子高級中學，簡稱衛理女中，是位於臺灣臺北市士林區的一所私立女子完全中學，是基督教衛理公會所創辦的學校。

## 班級編排
國中分7班，其班級編排為-信、望、愛、恩、慧、德、義

高中分4班，其班級編排為-信、望、愛、恩
共三十三班

## 校內建築

### 宿舍
信實樓（高一、高二生）
恩慈樓（國二生）
喜樂樓（國一、國二生）
崇理樓（國三、高三生）

### 教學大樓
主校舍（七八年級高二教室、各行政單位）
教學大樓（各科辦公室、高三九年級教室）
圖資大樓（圖書館、分組教室、多功能教室、高一教室）
藝能大樓（美術、縫紉、烹飪、生活科技、音樂教室）
崇理樓（高三九年級宿舍、崇理堂、韻律教室）

### 其他
學生餐廳、大禮堂、琴房11間、烘焙坊

## 歷任校長
| 任別   | 姓名       | 任期                | 備註                                             |
| ------ | ---------- | ------------------- | ------------------------------------------------ |
| 第一任 | 陳紀彝女士 | 1961年8月—1975年7月 |                                                  |
| 第二任 | 梅翰生女士 | 1975年8月—1997年7月 |                                                  |
| 第三任 | 梅瑞珊女士 | 1997年8月—2009年7月 |                                                  |
| 第四任 | 吳家怡女士 | 2010年8月—2015年7月 |                                                  |
| 第五任 | 張浣芸女士 | 2015年8月—2018年7月 |                                                  |
| 第六任 | 周麗修女士 | 2018年8月—2022年7月 |                                                  |
| 第七任 | 徐建國先生 | 2022年8月－         | 2022年8月1日徐建國就任校長，為該校首任男性校長。 |

## 校友
- 王碧瑩：服裝設計師[4]
- 辜莞允：演員、模特兒[5]
- 劉若英：女藝人[6]
- 林珍羽：曾任台北市政府副發言人、台灣民眾黨第1任發言人。
- 李沐：演員
- 胡盈禎：女主持人

## 學校周邊
- 國立故宮博物院
- 順益台灣原住民博物館

## 外部連結
- 私立衛理女子中學 （页面存档备份，存于）
- 臺北市私立衛理女子高級中學的Facebook專頁
- 臺北市私立衛理女子高級中學的Instagram帳戶
- YouTube上的臺北市私立衛理女子高級中學頻道